# 鹿児島市電上町線
上町線（かんまちせん）は、かつて存在した鹿児島市交通局（鹿児島市電）の軌道路線である。1985年9月30日限りで廃止された。

## 路線データ
廃止時
- 路線距離（営業キロ）：2.2km
- 軌間：1435mm
- 電停数：8
- 複線区間：全線複線
- 電化区間：全線電化（直流600V）

## 運行形態
- 廃止時 2系統（郡元 - 西鹿児島駅前 - 高見馬場 - 市役所前 - 清水町） - 電停名は当時

## 歴史
- 1927年（昭和2年）6月27日 鹿児島電気軌道が朝日通 - 七高前間 (38C[3]) を開業
- 1927年（昭和2年）7月10日 七高前 - 長田町 (37C[3]) を開業
- 1927年（昭和2年）10月21日 長田町 - 竪馬場 (17C) を開業[3]または七高前 - 竪馬場間を開業
- 1928年（昭和3年）7月1日 鹿児島市が買収し電気局（現在の交通局）の運営とする[4]
- 1929年（昭和4年）7月1日 竪馬場 - 柳町間 (39C[3][注釈 1]) 開業
- 1932-1935年（昭和7-10年）頃 公会堂前を市役所前に改称[4]
- 1935-1939年（昭和10-14年）頃 市役所前を公会堂前に改称[4]
- 1943年（昭和18年）5月5日 岩崎谷・佐藤小路・郵便局前の各電停廃止[4]
- 1945年（昭和20年）6月17日 空襲の被災により休止[4]
- 1948年（昭和23年）12月28日 七高前 - 柳町間を再開、朝日通 - 七高前間を休止のまま廃止、桟橋通 - 七高前を開業、岩崎谷電停を再度開業[4]
- 1949年（昭和24年）9月1日 七高前を大学病院前に改称[4]
- 1951年（昭和26年）12月30日 柳町 - 春日町間開業[4]
- 1956年（昭和31年）5月19日 桟橋通を市役所前に改称[4]
- 1961年（昭和36年）4月1日 春日町 - 清水町間開業により全線が開業[4]
- 1974年（昭和49年）9月1日 大学病院前を私学校跡に改称[4]
- 1985年（昭和60年）10月1日 廃止[4]、2系統は市役所前発着となる

## 電停一覧
戦前
朝日通 - 郵便局前 - 公会堂前 - 七高前 - 岩崎谷 - 長田町 - 竪馬場 - 佐藤小路 - 柳町
戦災復旧後
朝日通から七高前までのルートが市役所前分岐に変更され、郵便局前 - 公会堂前間の2電停が廃止された。
市役所前 - 七高前 - 岩崎谷 - 長田町 - 竪馬場 - 柳町 - 春日町 - 清水町
廃止時
市役所前 - 私学校跡 - 岩崎谷 - 長田町 - 竪馬場 - 柳町 - 春日町 - 清水町

### 全線廃止以前に廃止された電停
- 佐藤小路（1929年以前開業、1943年5月5日廃止）
- 郵便局前（1929年以前開業、1943年5月5日廃止）
- 公会堂前（1929年以前開業、1948年12月28日廃止。1935年頃に一時期市役所前と名乗っていた時期もあった[2]）

## 接続路線
路線廃止時
- 市役所前電停：鹿児島市電第一期線

## 沿線風景
廃止時の路線を元としている。
市役所前を出た電車は大きく左へ曲がり、右に鹿児島県庁（当時）を眺めながら私学校跡電停に到着する。私学校跡に建てられた県立病院と鶴丸城跡に挟まれながら電車は進む。程なくして城山に突き当たるところで大きく右に曲がり、専用軌道の路線に入る。電車は高度を稼ぎつつ、岩崎谷電停に到着する。岩崎谷電停は築堤上にあり、見晴らしのいいことで知られていた。岩崎谷電停を出ると国鉄（当時）鹿児島本線を跨ぎ、築堤から降りて右に大きく曲がるところに長田町電停があった。長田町電停を出ると比較的狭い道路を走り、竪馬場電停に到着する。さらに進み、国道10号線に突き当たったところが柳町電停であった。柳町電停を出ると国道10号線上を走行し、春日町電停を過ぎ、鳥越トンネルの手前の終点 - 清水町電停に到着した。

## 現在の路線跡
ほとんどの区間が併用軌道であったため普通の道路になっている区間が多い。岩崎谷電停付近の専用軌道区間は道路化されているが、鹿児島本線を跨ぐ橋桁は利用されている。なお、路線廃止後に私学校跡電停付近にY線が設けられ、鹿児島駅前電停が3線化されるまでのあいだ2系統（上町線廃線以降は市役所前発着だった。）の引き上げ線として利用されていた（渋滞解消のため、のちに折り返し線は国道10号線より東側に短縮された）。

## その他
- 昭和30年代、清水町電停から先、鳥越トンネルを通り磯庭園方面への延長計画があったが実現しなかった。